# Prospettiva drammaturgica
La Prospettiva Drammaturgica è un approccio sociologico qualitativo alla vita quotidiana (più in particolare questa prospettiva drammaturgica è una corrente delle cosiddette sociologie comprendenti) che Erving Goffman assume in The Presentation of Self in Everyday Life (1959) tradotto in Italia nel 1969 da Margherita Ciacci in La vita quotidiana come rappresentazione.

## Descrizione
In questa prospettiva, le particolari istituzioni della società - da quelle domestiche a quelle professionali - per essere studiate, sono metaforicamente analizzate come se fossero delle rappresentazioni teatrali dotate di attori che, dopo essersi preparati in un retroscena, recitano su una ribalta, di fronte ad un pubblico. Gruppi di individui che recitano sulla medesima ribalta formano delle "équipe" di collaborazione, che cercano di proiettare verso il pubblico una determinata definizione della situazione. 
I camerieri di un ristorante, ad esempio, secondo l'approccio drammaturgico, di fronte ai loro clienti, s'impegnano continuamente per proiettare una definizione della situazione in cui loro, da buoni lavoratori, svolgono con attenzione e cortesia i loro compiti. D'altro canto, i clienti, tenderanno ad adottare delle strategie comportamentali volte a sottolineare il loro status, la loro educazione ecc. È tuttavia probabile che il cameriere (l'attore), una volta abbandonata la ribalta (la sala dei clienti) e raggiunto il retroscena (ad esempio la cucina) si impegni con i compagni del retroscena (i colleghi e i cuochi) in discorsi che non sarebbero appropriati di fronte ai clienti. Lo stesso potrebbe valere per i commenti che i clienti si scambiano sul personale del ristorante. 
Si tratta dunque di un approccio che si concentra sullo studio delle coalizioni tra attori o tra pubblico, sulle condizioni per la riuscita di una messa in scena, sui rischi delle rappresentazioni, sui passaggi che intercorrono tra il retroscena e la ribalta.